# Colapso progressivo

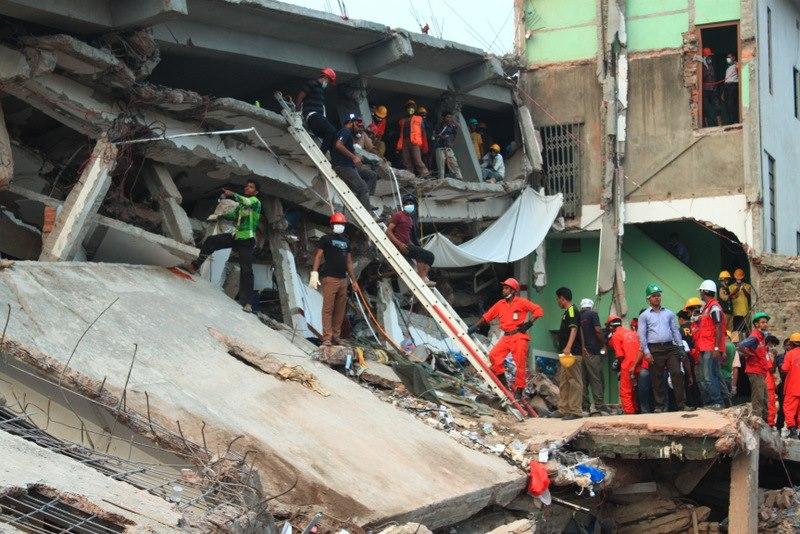
Desabamento de fábrica de vestuário em Savar em 2013

O colapso progressivo é o processo em que um elemento estrutural primário falha, resultando na falha de elementos estruturais adjacentes, o que, por sua vez, causa mais falhas estruturais.
Os colapsos progressivos podem ser acidentais, como resultado de deficiências de projeto, incêndio, sobrecarga não intencional, falha de material ou fenômeno natural (por exemplo, erosão, vento ou terremotos). Também podem ser induzidos deliberadamente como um método de demolição, especificamente o da implosão de edifícios, ou causados por atos de terrorismo ou guerra.

## Exemplos notáveis
- Em 14 de julho de 1902, o Campanário de São Marcos, com 98 m (323 pés), em Veneza, Itália, desabou depois que sua parede de sustentação norte começou a se separar da estrutura principal. A causa da separação foi atribuída a mais de 700 anos de desgaste da estrutura, incluindo incêndios, terremotos e redistribuição de tensões, principalmente devido ao encolhimento induzido por secagem nas vigas de suporte de madeira, aos sinos balançando para frente e para trás e à fluência. Ninguém se feriu, com exceção de um gato que pertencia a um zelador. A torre foi projetada em alvenaria de pedra.[2]
- Em 1º de novembro de 1966, o prédio de sete andares do Departamento de Zoologia da Universidade de Aberdeen, em Aberdeen, na Escócia, sofreu um colapso total enquanto estava em construção. O colapso foi atribuído a soldas de viga ruins que foram enfraquecidas pela fadiga do metal. A fadiga do metal foi induzida por forças laterais oscilantes na estrutura (principalmente vento). Cinco pessoas morreram e outras três ficaram feridas. O edifício foi projetado com estrutura de aço, e o colapso foi o primeiro exemplo conhecido de colapso progressivo total de um edifício com estrutura de aço.[3]
- Em 16 de maio de 1968, a torre de apartamentos Ronan Point, de 22 andares, em West Ham, Londres, sofreu um colapso fatal de um de seus cantos devido a uma explosão de gás natural, que destruiu uma parede de sustentação. Quatro pessoas morreram e outras 17 ficaram feridas. O prédio era um edifício com sistema de painéis grandes.
- Em 2 de março de 1973, o Skyline Towers Building, de 26 andares, no Condado de Fairfax, Virgínia, desabou devido à remoção prematura de escoras de madeira de um andar superior durante a construção. Quatorze pessoas morreram e outras 34 ficaram feridas. A torre era um projeto de concreto reforçado com aço.
- Em 19 de dezembro de 1985, o prédio de escritórios comerciais de 22 andares na 1000 Wilshire Blvd, em Los Angeles, atualmente conhecido como Wedbush Building, sofreu um colapso parcial da estrutura. As equipes de construção estavam descarregando vigas de aço de um caminhão plataforma para o convés do quinto andar recém-concluído por meio de um guindaste quando uma viga se soltou do guindaste e caiu sobre a pilha de estoque atual abaixo, que já estava carregada com o dobro da capacidade máxima de carga projetada para o andar. Isso deu início a um colapso progressivo do piso sobrecarregado, fazendo com que a seção do piso e as vigas se chocassem contra os quatro andares inferiores e, finalmente, caíssem no estacionamento. Três pessoas morreram. O edifício foi projetado com estrutura de aço.
- Em 15 de março de 1986, o Hotel Novo Mundo, de seis andares, em Little India, Cingapura, desabou porque o engenheiro estrutural esqueceu de adicionar a carga morta do edifício (o peso do próprio edifício) aos seus cálculos ao determinar a resistência necessária dos pilares de suporte do edifício quando o hotel foi construído em 1971. Trinta e três pessoas morreram e outras 17 ficaram feridas. O edifício foi projetado em concreto reforçado com aço.
- On April 23, 1987, the 16-story L'Ambiance Plaza in Bridgeport, Connecticut collapsed during its construction phase as a result of various instances of inadequate shoring that were in use throughout the construction site.[4] Twenty-eight people were killed. The building was a lift-slab design.
- Em 17 de março de 1989, a Torre Cívica de Pavia, com 78 m de altura, em Pavia, Itália, desabou após 800 anos de redistribuição de tensão na estrutura, principalmente devido ao encolhimento induzido por secagem nas vigas de suporte de madeira, aos sinos balançando para frente e para trás e à fluência. Quatro pessoas morreram e outras 15 ficaram feridas. A torre foi projetada em alvenaria de pedra.
- Em 10 de maio de 1993, a Fábrica de Brinquedos Kader, de quatro andares, em Nakhon Pathom, na Tailândia, desabou depois que um incêndio começou no primeiro andar e se espalhou por todo o complexo. A fábrica estava em plena produção na época e todas as saídas de incêndio estavam trancadas. O colapso matou 188 pessoas e feriu mais de 500 outras. O edifício era um projeto com estrutura de aço.[5]
- Em 24 de maio de 1993, a antiga torre do sino da igreja medieval de Santa Maria Madalena em Goch, Alemanha, desabou. A causa foi atribuída a centenas de anos de redistribuição de tensão na estrutura, principalmente devido ao encolhimento induzido por secagem nas vigas de suporte de madeira, aos sinos balançando para frente e para trás nos séculos anteriores, à fluência e ao desgaste da alvenaria exposta e sem manutenção, incluindo o aumento das rachaduras devido ao congelamento e à expansão da água entre as pedras nos meses de inverno, causando mais expansão das rachaduras. Ninguém ficou ferido. A torre foi projetada em alvenaria de pedra.[6]
- Em 19 de abril de 1995, o Edifício Federal Alfred P. Murrah, de nove andares, em Oklahoma City, Oklahoma, desmoronou depois que um caminhão-bomba foi detonado do lado de fora da fachada norte. A onda de compressão da bomba fez com que o quarto e o quinto andares se desprendessem de suas colunas e desabassem sobre o terceiro andar. O Piso 3 estava conectado à viga de transferência principal e a puxou para dentro quando os Pisos 4 e 5 caíram sobre ele. Isso fez com que todas as colunas verticais no perímetro norte que estavam conectadas à viga de transferência também entrassem em colapso, juntamente com todas as seções do piso que dependiam dessas colunas para suporte vertical. O atentado de Oklahoma City foi o primeiro exemplo conhecido de um colapso progressivo de um edifício iniciado por terroristas em solo americano. O ataque matou 168 pessoas e feriu outras 680. O edifício era um projeto de concreto reforçado com aço.[7]
- Em 29 de junho de 1995, a loja de departamentos Sampoong, de cinco andares, em Seul, Coreia do Sul, desabou devido à remoção de várias colunas de suporte nos andares inferiores para dar espaço às escadas rolantes. Essa falta de suporte estrutural foi agravada anos depois pela adição de vários condicionadores de ar pesados no telhado acima da área onde as colunas de suporte haviam sido removidas. Isso fez com que a coluna de suporte mais próxima dos condicionadores de ar falhasse e passasse sua carga para as colunas próximas, o que levou à falha completa e ao colapso dentro de 24 horas após o surgimento de grandes rachaduras ao redor da coluna que falhou. O colapso matou 501 pessoas e feriu outras 937. O complexo era um projeto de concreto reforçado com aço.[8]
- Em 11 de setembro de 2001, os Edifícios 1, 2 e 7 do World Trade Center, na cidade de Nova York, desabaram como resultado de ataques de terroristas e dos incêndios resultantes. Após uma investigação de três anos realizada pelo Instituto Nacional de Padrões e Tecnologias, concluiu-se que o fogo enfraqueceu a estrutura de aço até que as longas seções do piso em forma de ponte (chamadas de treliças) começaram a ceder progressivamente. Essa flacidez converteu a tração para baixo das treliças em uma tração para dentro. Essa intensificação da tração interna sobre as paredes acabou fazendo com que as colunas externas da Torre 2 e, posteriormente, as colunas internas da Torre 1, se dobrassem e se dobrassem, iniciando assim os colapsos.[9] Um total de 2.752 pessoas morreram nos edifícios, incluindo os 157 passageiros e membros da tripulação que estavam a bordo de dois aviões sequestrados que atingiram os Edifícios 1 e 2, iniciando incêndios em ambos, com detritos iniciando incêndios no Edifício 7 após o colapso dos Edifícios 1 e 2. Os edifícios foram projetados com estrutura de aço. A falha progressiva dos sistemas de piso, ou a chamada “teoria da panqueca”, foi descartada como o fator inicial da falha estrutural, mas foi considerada pelos cientistas da FEMA e do NIST como o principal modo de falha após o início do colapso.[10]
- Em 12 de fevereiro de 2005, a Torre Windsor, de 28 andares, em Madri, na Espanha, sofreu o colapso dos 11 andares superiores do edifício. A torre tinha um núcleo interno de concreto reforçado cercado por um perímetro externo tradicional de estrutura de aço com trama. Entre os andares 16 e 17, havia um piso de transferência de concreto reforçado com sete pés de espessura, projetado para atuar como anteparo e apoiar a estrutura de aço dos 11 andares superiores. Um incêndio em um escritório começou no 21º andar e, depois de cinco horas, o núcleo interno de concreto não conseguia mais suportar a estrutura externa de aço empenada. Os 11 andares superiores desabaram até o nível da rua, com os restos dos três andares superiores desabando sobre o andar de transferência. Ninguém morreu. O edifício era um projeto composto de estrutura de aço e concreto reforçado com aço.[11]
- Em 1º de agosto de 2007, a ponte I-35W sobre o rio Mississippi em Minneapolis, Minnesota, desabou durante o horário de pico da tarde, resultando na morte de 13 pessoas. O colapso foi atribuído à falha de uma placa de reforço que conectava dois membros em uma das nervuras do arco principal. A falha dessa junta crítica de fratura resultou no colapso total da estrutura.
- Em 24 de abril de 2013, o complexo de escritórios comerciais Rana Plaza, de oito andares, em Savar, Bangladesh, sofreu um colapso na maior parte da estrutura. O edifício havia sido originalmente projetado para acomodar lojas e escritórios com tráfego leve de pedestres, mas foi convertido em uma fábrica com equipamentos pesados de fabricação de roupas nos andares superiores. Esse equipamento agia como um leve compactador, induzindo forças oscilantes na estrutura do edifício. O uso de materiais de construção abaixo do padrão, juntamente com o peso dos trabalhadores e do maquinário (que, juntos, excederam a capacidade de carga originalmente projetada para os andares), contribuiu para o enfraquecimento e eventual falha dos principais elementos estruturais. O colapso final ocorreu um dia depois que rachaduras preliminares começaram a aparecer em todo o edifício, sugerindo que um elemento estrutural importante havia falhado e estava transferindo suas forças de carga para os elementos ao redor. Um total de 1.129 pessoas morreram no edifício e aproximadamente 2.515 ficaram feridas. O incidente é considerado o acidente de fábrica de roupas mais mortal da história, bem como a falha estrutural acidental mais mortal da história moderna da humanidade.[12][13][14]
- Em 19 de janeiro de 2017, o Edifício Plasco, um prédio alto em Teerã, no Irã, pegou fogo e desabou. O incêndio começou no oitavo andar e o colapso progressivo ocorreu durante as operações de resgate, quando aproximadamente 200 bombeiros estavam no local. Foi relatado que o colapso foi do tipo panqueca porque ocorreu diretamente para baixo.[15] O colapso parecia semelhante ao das torres do World Trade Center.[16] Dezesseis bombeiros e dez civis morreram em decorrência do incêndio e do desabamento.[17]
- Em 24 de junho de 2021, a torre do condomínio Champlain Towers South, de 12 andares, em Surfside, Flórida, sofreu um colapso progressivo, matando 98 pessoas. A causa está sendo investigada no momento.

## Terminologia
Como o dano resultante em um colapso progressivo é desproporcional à causa original, o termo colapso desproporcional é usado com frequência na engenharia para descrever esse tipo de colapso.

## Alterações no código do modelo
Com base nas recomendações do Instituto Nacional de Padrões e Tecnologia (NIST) do Departamento de Comércio dos Estados Unidos, um conjunto abrangente de alterações no código de construção foi aprovado pelo International Code Council (ICC). As recomendações foram baseadas nas conclusões da investigação de três anos do NIST sobre os colapsos das torres do World Trade Center (WTC) da cidade de Nova York em 11 de setembro de 2001 .
As propostas abordavam áreas como maior resistência ao colapso do edifício devido a incêndios e outros incidentes, uso de materiais resistentes ao fogo pulverizados (comumente conhecidos como “à prova de fogo”), desempenho e redundância dos sistemas de proteção contra incêndios (ou seja, rociadores de incêndios (sprinklers) automáticos), armazenamento/tubulação de óleo combustível, elevadores para uso por socorristas e ocupantes em evacuação, número e localização de escadas e marcações de caminhos de saída.
As alterações no código do modelo consistentes com as recomendações da investigação do NIST WTC que agora são exigidas pelo IBC incluem:
- Aumento da resistência de ligação para a impermeabilização contra incêndio (quase três vezes maior do que o exigido anteriormente para edifícios de 25 a 130 metros (75 a 420 pés) de altura e sete vezes maior para edifícios com mais de 130 metros (420 pés) de altura).
- Requisitos de instalação em campo para a impermeabilização contra incêndio para garantir que:
  - a instalação esteja em conformidade com as instruções do fabricante;
  - os substratos (superfícies que estão sendo protegidas contra fogo) estejam limpos e livres de qualquer condição que impeça a adesão;
  - sejam realizados testes para demonstrar que a adesão necessária é mantida para superfícies de aço com primer, pintadas ou encapsuladas; e
  - a condição final do revestimento contra fogo instalada, após a secagem ou cura completa, não apresente rachaduras, vazios, lascas, delaminação ou qualquer exposição do substrato.
- Inspeções especiais de campo da impermeabilização contra fogo para garantir que a espessura, a densidade e a resistência de aderência instaladas atendam aos requisitos especificados e que um agente de aderência seja aplicado quando a resistência de aderência for menor do que a exigida devido ao efeito de uma superfície de aço com primer, pintada ou encapsulada. As inspeções devem ser realizadas após a instalação bruta de sistemas mecânicos, elétricos, de encanamento, de sprinklers e de teto.
- Aumentar em uma hora a classificação de resistência ao fogo de componentes e conjuntos estruturais em edifícios de 130 metros (420 pés) ou mais. (Essa alteração foi aprovada em uma edição anterior do código).
- Adoção explícita da abordagem de “quadro estrutural” para classificações de resistência ao fogo, que exige que todos os membros do quadro estrutural primário tenham a classificação de resistência ao fogo mais alta normalmente exigida para colunas. O quadro estrutural primário inclui as colunas, outros membros estruturais, incluindo vigas, treliças e tímpanos com conexões diretas com as colunas, e membros de contraventamento projetados para suportar cargas de gravidade.

## Links externos
- Análise de Colapso Progressivo: Método dos Elementos Aplicados
- Software de Colapso Progressivo: Carregamento Extremo para Estruturas Arquivado em 2015-02-11 no Wayback Machine
- O que o 11 de setembro nos ensinou sobre o projeto de arranha-céus